# 不列颠诸王史
《不列顛諸王史》（拉丁語：Historia regum Britanniae；原名De gestis Britonum；英語：On the Deeds of the Britons）是蒙茅斯的杰弗里在1136年左右創作的一本歷史書，以年代先後順序記載了兩千年裡出現的不列顛諸王的生平。它是不列顛傳說的主要源頭之一。
直到16世紀，歷史學家還把它當做信史，但此書內容多為杜撰，只是作為一本文學作品頗有價值。李爾王的故事最早見於本書，而亞瑟王傳奇的流行和此書不無關係。

## 來源
蒙茅斯的杰弗里宣稱此書譯自一部古老的文獻，這部文獻則是牛津的沃爾特給他的，但現代歷史學家並不認為這是事實。此書可能的來源包括吉爾達斯的《不列顛的毀滅》（De Excidio et Conquestu Britanniae，6世紀） 、比德的《英吉利教會史》（8世紀）、《不列顛人的歷史》（9世紀，作者可能是内尼厄斯）、《威尔士编年史》（10世紀，作者不明）、塔利埃辛的詩和威爾士傳說《基爾夫與奧爾溫》（11-12世紀）。

## 外部連接
- 维基文库中的文獻全文：History of the Kings of Britain
- 维基共享资源上的相關多媒體資源：Historia Regum Britanniae
- 原文（页面存档备份，存于），Google Books
- 拉丁原文（页面存档备份，存于），Google Books
- Historia regum Britanniae（页面存档备份，存于），Cambridge Digital Library
- LibriVox中的公有领域有声书《History of the Kings of Britain》